# Vauxbuin
Vauxbuin é uma comuna francesa na região administrativa de Altos da França, no departamento de Aisne. Estende-se por uma área de 5 km². Em 2010 a comuna tinha 805 habitantes (densidade: 161 hab./km²).